# Molophilus (Molophilus) sicarius partitus
Molophilus (Molophilus) sicarius partitus is een ondersoort van de tweevleugelige Molophilus (Molophilus) sicarius uit de familie steltmuggen (Limoniidae). De ondersoort komt voor in het Neotropisch gebied.